# Twinsburg (Ohio)
Twinsburg es una ciudad ubicada en el condado de Summit en el estado estadounidense de Ohio. En el Censo de 2010 tenía una población de 18795 habitantes y una densidad poblacional de 525,82 personas por km².

## Geografía
Twinsburg se encuentra ubicada en las coordenadas 41°19′21″N 81°26′35″O / 41.32250, -81.44306. Según la Oficina del Censo de los Estados Unidos, Twinsburg tiene una superficie total de 35.74 km², de la cual 35.66 km² corresponden a tierra firme y (0.23%) 0.08 km² es agua.

## Demografía
Según el censo de 2010, había 18795 personas residiendo en Twinsburg. La densidad de población era de 525,82 hab./km². De los 18795 habitantes, Twinsburg estaba compuesto por el 78.47% blancos, el 13.45% eran afroamericanos, el 0.1% eran amerindios, el 5.75% eran asiáticos, el 0% eran isleños del Pacífico, el 0.35% eran de otras razas y el 1.89% pertenecían a dos o más razas. Del total de la población el 1.21% eran hispanos o latinos de cualquier raza.